# Научно-популярный фильм
Научно-популярный фильм — тип фильмов, которые простым языком доносят современные научные открытия и сведения. Эти идеи могут быть как теорией и гипотезами, так и общепринятыми научными достижениями,  могут касаться как уже хорошо изученных вопросов, так и находящихся в процессе разработки. Научно-популярные фильмы популяризируют научный подход к восприятию окружающей действительности.
В научно-популярном фильме могут использоваться данные нескольких наук, однако среди них одна является основной, а остальные — дополняющими (напр. аргументирующими и/или оппонирующими). Предметом фильма может быть также междисциплинарная полемика. Научный фильм может также создаваться в процессе проведения научно-исследовательских и экспериментальных работ и служить для решения конкретных задач, в этом случае его снимают в научно-исследовательских институтах и лабораториях, причём он не предназначен для публичной демонстрации.

## Контекст жанра (положение в общей систематике)
В систематике продукции экранных искусств (таких как кино, телевидение, мультимедиа), независимо от темы и изображаемого объекта, принято основное разделение на игровые и неигровые фильмы. К первым относят продукты драматического действия, ко вторым — все остальные (то есть те, основа, сущность, «движущая сила» которых — не является драматическим действием). Соответственно они также отличаются и драматургически. Неигровые фильмы в английской терминологии называются англ. nonfiction.
Научно-популярные фильмы, в отличие, например от хроникально-документальных фильмов, сосредотачивают внимание на научной стороне мышления, на достижениях наук и вырабатывают научный подход к жизни. 
Задача таких фильмов «рассказать нам о мире, в котором мы живём» (Хью Бэдли).

## Фестивали
- Международный фестиваль научного и исследовательского кино «Мир знаний» в Санкт-Петербурге с 2006 года